# The Chase
| Đánh giá chuyên môn | Đánh giá chuyên môn |
| Nguồn đánh giá      | Nguồn đánh giá      |
| Nguồn               | Đánh giá            |
| ------------------- | ------------------- |
| AllMusic            | [ 1 ]               |
| Tạp chí Slant       | [ 2 ]               |

The Chase là album thứ hai của nữ ca sĩ kiêm sáng tác người Na Uy Marit Larsen. Album đã được phát hành ngày 13 tháng 10 năm 2008. Đĩa đơn đầu tiên của album mang tên "If a Song Could Get Me You", đã được phát hành trên tài khoản Myspace chính thức của cô vào ngày 11 tháng 8 năm 2008.

## Danh sách bài hát
| STT              | Nhan đề                      | Sáng tác                     | Thời lượng |
| ---------------- | ---------------------------- | ---------------------------- | ---------- |
| 1.               | "The Chase"                  | Marit Larsen                 | 3:31       |
| 2.               | "If a Song Could Get Me You" | Marit Larsen, Kåre Vestrheim | 3:30       |
| 3.               | "This Is Me, This Is You"    | Marit Larsen                 | 4:05       |
| 4.               | "Ten Steps"                  | Marit Larsen, Peter Zizzo    | 3:26       |
| 5.               | "Steal My Heart"             | Marit Larsen                 | 3:44       |
| 6.               | "Is It Love"                 | Marit Larsen                 | 4:47       |
| 7.               | "Fuel"                       | Marit Larsen                 | 2:04       |
| 8.               | "Addicted"                   | Marit Larsen, Kåre Vestrheim | 3:41       |
| 9.               | "I've Heard Your Love Songs" | Marit Larsen                 | 3:43       |
| 10.              | "Fences"                     | Marit Larsen                 | 4:52       |
| Tổng thời lượng: | Tổng thời lượng:             | Tổng thời lượng:             | 37:24      |

## Đĩa đơn
Có 3 đĩa đơn đã được phát hành từ album này.
- "If a Song Could Get Me You" đã được phát hành trên bốn quốc gia Na Uy, Đức, Áo và Thụy Sĩ.
- "I've Heard Your Love Songs" và "This Is Me, This Is You" chỉ được phát hành ở Na Uy, quê nhà của Marit Larsen.

## Danh sách thực hiện
- Marit Larsen - Hát, soạn nhạc, Piano, Mandolin, Ghi-ta thường, Ghi-ta điện, Đàn chuông, Zither, Kèn acmônica, Celeste, Vỗ tay, Organ nhà thờ.
- Kåre Vestrheim - Nhà sản xuất, soạn nhạc, Piano, Đàn clavico, Celeste, chuông, Vỗ tay, Đàn xếp, Ghi-ta điện.
- Geir Sundstøl - Ghi-ta thường, Đàn lap steel, Mandolin, Kèn acmônica, Đàn hạc, Dobro.
- Michael Hartung - Ghi-ta thường, Vỗ tay.
- Erland Dahlen - Trống, Gõ.
- Torstein Lofthus - Trống.
- Kåre Opheim - Trống.
- Even Ormestad - Bass.
- Thomas Tofte - Bass.
- Eirik Øien - Bass.
- Odd Nordstoga - Ghi-ta, Ghi-ta thường.
- Henning Sandsdalen - Ghi-ta lap steel.
- Ørnulf Brun Snotheim - Ghi-ta điện.
- Trude Eick - Kèn cor Pháp.
- Eilert Mose - Trumpet sáo kim.
- Marius Graff - Ghi-ta cổ điển, Banjo
- Andrik Orvik, Alyson Read, Jørn Hallbakken, Øyvind Fossheim, Vegar Johnsen - Violin.
- Dorte Dreier, Cathrine Bullock, Åshild Nyhus, Ida Bryhn, Stig Ove Ose - Viola.
- Geir Larsen, Anne Årdal, Hans Groh, Cecilia Gøtestam, Paulin Voss - Cello.
- Dàn hợp xướng trong "Is It Love" - Line Horntveth Vera Øian, Yngvild Flikke, Nina Ramberg, Caroline Hartung, Thom Hell, Christer Knutsen, Peer Øian, Hasse Rosbach
- Bìa album - Gina Rose Design
- Nhiếp ảnh - Julie Pike

## Chứng nhận
| Quốc gia | Chứng nhận | Doanh số |
| -------- | ---------- | -------- |
| Na Uy    | Bạch kim   | 50.000+  |